# Manuel Castellanos López
Manuel Castellanos López (Sancti Spíritus, Las Villas, Cuba, 29 de mayo de 1949) es un artista cubano.
Realizó sus estudios desde 1965 a 1970 en la Escuela Nacional de Arte (ENA), La Habana, Cuba.

## Exposiciones personales
En 1976 presentó la exposición personal "Son como son". Galería de La Habana, La Habana. En 1977 "Dibujos de Castellanos", Pequeño Salón, Museo Nacional de Bellas Artes, La Habana. En 1979 "Dibujos y grabados de Manuel Castellanos", Pequeño Salón, Museo Nacional de Bellas Artes, La Habana, Cuba y "Dibujos de Castellanos" (itinerante), México.

## Exposiciones colectivas
En una selección de las exposiciones colectivas en que participó se encuentran en 1971 X "Premi Internacional Dibuix Joan Miró". Collegi d’Arquitectes. Catalunya i Balears, Barcelona/Girona, España. En 1975 "Third Triennale India" 1975. Lalit Kala Akademi, Rabindra Bhavan, Nueva Delhi, India. En 1977 "Bienal de Ilustraciones de Bratislava BIB’77". Bratislava, ChecoslovaquiaA. En 1982 XL "Biennale di Venezia". Italia Y en 1984 1a. Bienal de La Habana. Museo Nacional de Bellas Artes, La Habana, Cuba.

## Premios
A lo largo de su carrera ha sido acreedor de diversos premios como el 
" Primer Premio en Dibujo/Segundo Premio en Grabado" en el Salón Nacional de Profesores e Instructores de Artes Plásticas, en 1973, Museo Nacional de Bellas Artes, La Habana. En 1974 resultó "Primer Premio en Dibujo. IV Salón Nacional Juvenil de Artes Plásticas", Museo Nacional de Bellas Artes, La Habana. En 1977 fue acreedor de "Mención de Honor". Bienal de Ilustraciones BIB’77, Bratislava, Checoslovaquia.

## Colecciones
Su trabajo forma parte de las colecciones de la Biblioteca Nacional José Martí, La Habana, de la Casa de Las Américas, La Habana, del Museo Nacional de Bellas Artes, La Habana, y del Taller Experimental de Gráfica (TEG), La Habana, Cuba.